# 広戸広家
広戸 広家（ひろと いろいえ、? - 1533年）は、美作勝田郡にある矢櫃山城主。
広戸氏は美作勝田郡広戸邑から興った豪族。本姓は菅原氏。

## 生涯
天文2年（1533年）に尼子経久が美作に侵攻した際、武将三好安芸守により落城。矢櫃山城に立て籠もって応戦していた広家は激戦の末、自刃した。
嫡子新三郎広義は尼子氏に捕えられ出雲へ連れ去られたが、天文年間の末、本領を認められ帰国。本丸城を築き旧臣を集めて一家を再興した。